# Museo Íbero
El Museo Íbero es un museo ubicado en la ciudad de Jaén, España. Alberga una destacada colección de arte íbero, principalmente de la colección existente en el Museo de Jaén y otros fondos, y aquellas que proporcionen los nuevos hallazgos arqueológicos, con intención de convertirse en un referente internacional.

## Historia
La idea se gestó en 1997 a manos de la Asociación Amigos de los Íberos, haciéndose pública a través de una campaña de carteles en el edificio que ocupaba el museo actual y siendo apoyada públicamente por el presidente de la Diputación Felipe López y la entonces consejera de Cultura de la Junta de Andalucía Carmen Calvo. El edificio se encuentra situado en el Paseo de la Estación, en el lugar que ocupaba la antigua Prisión Provincial de Jaén. En un principio este inmueble fue el destinado a acoger la sede del museo; sin embargo, la prisión quedó estructuralmente dañada tras las obras del cercano aparcamiento Avenida, y acabó siendo finalmente demolida.
Tras varios retrasos, se previó que el museo abriese al público en junio de 2017 con una gran exposición temporal, pero de nuevo hubo más retrasos debido a que la Junta de Andalucía pidió la cesión del terreno del museo al Gobierno, cuando solo tenía la cesión del edificio en sí. Finalmente abrió al público el 11 de diciembre de 2017 con la exposición temporal "La Dama, el Príncipe, el Héroe y la Diosa", exhibición que ha pasado de temporal a permanente. A su inauguración acudió el rey Felipe VI, la presidenta de la Junta de Andalucía, Susana Díaz, y el alcalde de Jaén, Francisco Javier Márquez Sánchez. Los días previos a la inauguración se realizó un videomapping en su fachada con diferentes pases para promocionarlo. La colección permanente, todavía muy limitada, queda pendiente de ser negociada con el Gobierno español.

## Colecciones
La mayoría de sus colecciones provienen del Museo de Jaén, así como de los yacimientos íberos de Jaén como Cerrillo Blanco (Porcuna), Cástulo (Linares), Puente Tablas (Jaén), Cortijo del Pajarillo (Huelma), Atalayuelas (Fuerte del Rey) o la cámara sepulcral de Toya. Del mismo modo se seleccionarán objetos íberos de los museos arqueológicos de Almería, Sevilla, Córdoba, Granada y Linares.
También se trasladarán tres exvotos del yacimiento de Torreparedones (Baena, Córdoba).

## Exposición permanente
Cuenta con la exposición permanente "La Dama, El Príncipe, el Héroe y la Diosa", cuatro personajes prototípicos de la cultura íbera inspirados en las cráteras griegas de la necrópolis íbera de Piquía (Arjona).

### La Dama
El concepto de Dama en la Cultura Íbera nace del tratamiento dado por autores como Pierre Paris en el siglo XIX a la escultura hallada en Elche en 1897, conocida hoy con el nombre de Dama de Elche, y es una iconografía característica de esta cultura.

### El Príncipe
El término procede de la tradición investigadora francesa que ha construido la figura del Príncipe de la Protohistoria europea como un aristócrata de perfil bajo, que trata de afianzar su poder político, económico y simbólico en un mundo de fuerte competencia entre linajes. Para los príncipes íberos el término fue sancionado con la exposición "Íberos, Príncipes de Occidente" que en 1997 se contempló en París y en 1998 en Barcelona y Bonn.

### El Héroe
Está presente desde muy antiguo en toda la iconografía mediterránea, aunque se hace visible en la iconografía íbera, a partir del hallazgo del Gilgamesh local del monumento turriforme de Pozo Moro, Chinchilla, en los años setenta del siglo XX con el hallazgo del monumento escultórico de Cerrillo Blanco y en 1994 con el hallazgo del Heroon del Pajarillo.

### La Diosa
En la cosmología íbera es reconocible la existencia de una divinidad femenina, que asume funciones muy diferentes de fertilidad, cuidado maternal, protección en la salud, adivinación, intermediación en la muerte..., etc. Es decir, distintas funciones según el contexto y el tiempo en el que se documenta cada caso: clásica representación realista, como una madre que porta en sus brazos uno o dos niños o aquella que se podría encuadrar genéricamente en las formas betílicas.

### Contra el Expolio
La exposición didáctica para divulgar la oposición al expolio del patrimonio arqueológico. Para ello, contrapone la ejemplar excavación de una tumba de la necrópolis de Castellones de Ceal (Hinojares) con el excepcional Fondo Arqueológico Ricardo Marsal Monzón, que fue donado a la Junta de Andalucía en 2005 y el cual se compone de 108.000 piezas y documentos que, sin embargo, no proceden de excavaciones controladas y documentadas.